# Fotogramas de Plata a la millor actriu de teatre
Els Fotogramas de Plata són uns premis que lliura anualment la revista cinematogràfica espanyola Fotogramas. Els premis a les pel·lícules —estrangeres i nacionals— són a càrrec de la crítica especialitzada i els concedits als intèrprets són triats pel públic.
El 5 de febrer de 1951 es van lliurar al Cinema Alexandra de Barcelona els primers Fotogramas de Plata, corresponents a 1950. Aquests premis van néixer com a Placas San Juan Bosco.
Les categories premiades han variat al llarg de les seves seixanta edicions, així com la manera de selecció i el nombre de candidats, no distingint-se fins a 1982 entre interpretació masculina i femenina en cinema, fins a 1990 en televisió i fins a 1996 en teatre.

## Dècada de 1990
| Guanyadora | Candidates                                                   | |
| 1996       | 1996                                                         | 1996                                                                                                  |
| ---------- | ------------------------------------------------------------ | --- |
|            | Aitana Sánchez-Gijón (1) per La gata sobre el tejado de zinc | - Ana Marzoa per Un marido ideal - Amparo Baró per Destino Broadway                                   |
| 1997       |                                                              | |
|            | Charo López per Tengamos el sexo en paz                      | - Amparo Larrañaga per Decíamos ayer - Anabel Alonso per Frankie y Johnny en el Clair de Lune         |
| 1998       |                                                              | |
|            | Núria Espert (1) per Master Class                            | - Vicky Peña per Guys and Dolls i La reina de belleza de Leenane - Concha Velasco per La rosa tatuada |
| 1999       |                                                              | |
|            | Beatriz Carvajal per Misery                                  | - Núria Espert per ¿Quién teme a Virginia Woolf? - Àngels Gonyalons per Chicago                       |

## Dècada de 2000
| Guanyadora | Candidates                                         | |
| 2000       | 2000                                               | 2000 |
| ---------- | -------------------------------------------------- | --- |
|            | Luisa Martín per El verdugo                        | - Magüi Mira per Escenas de un matrimonio - Emma Vilarasau per Un tramvia anomenat Desig                                             |
| 2001       |                                                    | |
|            | Concha Velasco (1) per Hello, Dolly!               | - Julia Gutiérrez Caba per Madame Raquin - Paloma San Basilio per My Fair Lady                                                       |
| 2002       |                                                    | |
|            | Anabel Alonso (1) per Confesiones de mujeres de 30 | - Aitana Sánchez-Gijón per Las criadas - Toni Acosta, Pilar Bardem, Llum Barrera, Beatriz Carvajal i Nuria González per 5mujeres.com |
| 2003       |                                                    | |
|            | Rosa Maria Sardà per Wit                           | - Blanca Portillo per Como en las mejores familias - Natalia Millán per Cabaret                                                      |
| 2004       |                                                    | |
|            | Lola Herrera (1) per Cinco horas con Mario         | - Núria Espert per La Celestina - Lucía Jiménez per El otro lado de la cama                                                          |
| 2005       |                                                    | |
|            | Lola Herrera (2) per Solas                         | - Natalia Dicenta per Solas - Elena Gadel per Mar i cel                                                                              |
| 2006       |                                                    | |
|            | Marisa Paredes per Hamlet                          | - Teté Delgado per Gorda - Nathalie Poza per Hamelin                                                                                 |
| 2007       |                                                    | |
|            | Ana Belén per Fedra                                | - Lola Herrera per Seis clases de baile en seis semanas - Belén Rueda per Closer                                                     |
| 2008       |                                                    | |
|            | Anabel Alonso (2) per Nunca estuviste tan adorable | - Blanca Portillo per Barroco - Maribel Verdú per Un dios salvaje                                                                    |
| 2009       |                                                    | |
|            | Concha Velasco (2) per La vida por delante         | - Natalia Millán per Chicago - Carmen Machi per La tortuga de Darwin                                                                 |

## Dècada de 2010
| Guanyadora | Candidates                                    | |
| 2010       | 2010                                          | 2010                                                                                                |
| ---------- | --------------------------------------------- | --------------------------------------------------------------------------------------------------- |
|            | Malena Alterio per Madre Coraje y sus hijos   | - María Castro per La ratonera - Manuela Velasco per Todos eran mis hijos                           |
| 2011       |                                               | |
|            | Amparo Baró per Agosto (Condado de Osage)     | - Natalia Millán per Cinco horas con Mario - Concha Velasco per Concha (Yo lo que quiero es bailar) |
| 2012       |                                               | |
|            | Blanca Portillo per La vida es sueño          | - Carmen Machi per ¿Quién teme a Virginia Woolf? - Clara Segura per Incendis                        |
| 2013       |                                               | |
|            | Macarena García per La llamada                | - Concha Velasco per Hécuba - Maribel Verdú per Los hijos de Kennedy                                |
| 2014       |                                               | |
|            | Concha Velasco (3) per Hécuba                 | - Blanca Portillo per El testamento de María - Silvia Abril per Sister Act                          |
| 2015       |                                               | |
|            | Aitana Sánchez-Gijón (2) per Medea            | - Anabel Alonso per El eunuco - Ana Belén per Medea                                                 |
| 2016       |                                               | |
|            | Aitana Sánchez-Gijón (3) per La rosa tatuada. | - Cristina Castaño per Cabaret. - Concha Velasco per Reina Juana.                                   |
| 2017       |                                               | |
|            | Núria Espert (2) per Incendios.               | - Carmen Machi per La autora de Las meninas. - Marina San José per El test.                         |
| 2018       |                                               | |
|            | Irene Escolar per Mammón.                     | - Lolita Flores per Fedra. - Aitana Sánchez-Gijón per La vuelta de Nora (Casa de muñecas 2).        |

## Estadístiques

### Actrius més premiades
- 3 premis: Concha Velasco (7 candidatures)
- 3 premis: Aitana Sánchez-Gijón (5 candidatures)
- 2 premis: Anabel Alonso (4 candidatures)
- 2 premis: Lola Herrera (3 candidatures)
- 2 premis: Núria Espert (4 candidatures)

### Actrius més vegades candidates
- 7 candidatures: Concha Velasco (3 premis)
- 5 candidatures: Aitana Sánchez-Gijón (3 premis)
- 4 candidatures: Anabel Alonso (2 premis)
- 4 candidatures: Blanca Portillo (1 premi)
- 4 candidatures: Núria Espert (2 premi)
- 3 candidatures: Lola Herrera (2 premis)
- 3 candidatures: Natalia Millán (0 premis)
- 3 candidatures: Carmen Machi (0 premis)